# Alfredo Pezzana
Alfredo Pasquale Pezzana (ur. 31 marca 1893 w Chivasso, zm. 7 maja 1986 w Rzymie) – włoski szpadzista i szablista, złoty medalista olimpijski i trzykrotny medalista mistrzostw świata.
Na igrzyskach olimpijskich w Berlinie w 1936 roku wspólnie z Edoardo Mangiarottim, Giancarlo Cornaggią-Medicim, Saverio Ragno, Giancarlo Brusatim i Franco Riccardim zwyciężył w szpadzie drużynowej. Był to jego jedyny start olimpijski.
Podczas mistrzostw świata w Liège w 1930 roku (oficjalnie imprezy tego cyklu rozgrywane są pod tą nazwą od 1937) zdobył trzy medale. W turnieju szpady indywidualnej był drugi, przegrywając tylko z Francuzem Philippe'em Cattiau. W szpadzie drużynowej razem z Carlo Agostonim, Giancarlo Cornaggią-Medicim, Renzo Minolim, Saverio Ragno i Franco Riccardim także zajął drugie miejsce. Ponadto Włosi w składzie: Renato Anselmi, Arturo De Vecchi, Giulio Gaudini, Gustavo Marzi, Alfredo Pezzana i Emilio Salafia zdobyli kolejny srebrny medal w szabli drużynowej.